# Tragedia de la Restauración
Se conoce como tragedia de la Restauración a aquellas obras de teatro de carácter serio que se representaron en la época de la Restauración inglesa. En esta época cobraron auge géneros como el drama heroico y la tragedia femenina.

## Contexto

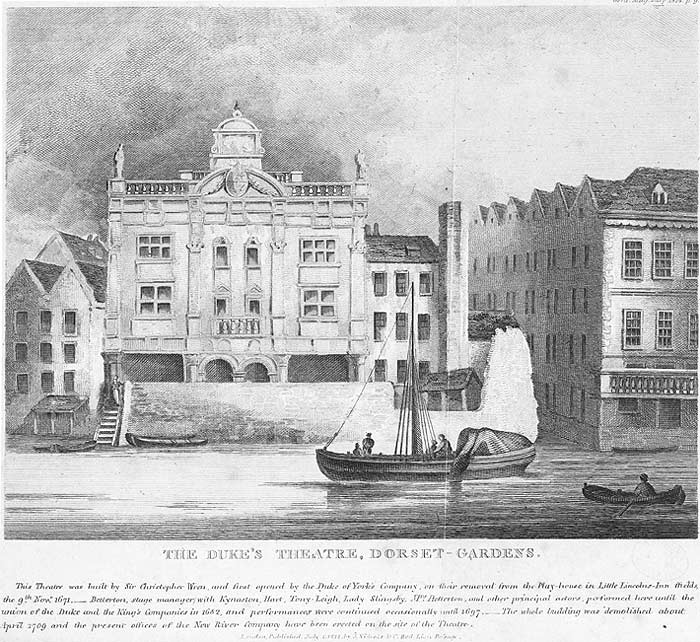
El Teatro del Duque en los Dorset Gardens.

El regreso al poder de Carlos II, aficionado al teatro, ocurrió en 1660, y fue un acontecimiento decisivo para la historia del teatro inglés. Tan pronto como se alzó la prohibición puritana sobre las representaciones escénicas, el teatro renació rápidamente y en abundancia. Dos compañías teatrales, la del rey y la del Duque, se establecieron en Londres, con dos lujosos teatros construidos con diseños de Christopher Wren con escenarios móviles y maquinaria teatral para producir rayos y truenos.
Tradicionalmente, las obras de la Restauración se han estudiado por género, más que cronológicamente, más o menos como si todas fueran contemporáneas, pero los estudiosos contemporáneos insisten en el rápido desarrollo del teatro en el período y en la importancia de factores sociales y políticos que lo afectaron. (A menos que se diga otra cosa, el relato posterior se basa en la influente obra de Hume Development of English Drama in the Late Seventeenth Century -Desarrollo del Teatro inglés a finales del siglo XVII-, 1976.) La influencia de la competición entre compañías de teatro y la economía de los teatros también influyó, así como el significado de la aparición de las primeras actrices profesionales (véase Howe).
En los años 1660 y 1670, la escena londinense se vio revitalizada por la competición entre las dos compañías con patente. La necesidad de hacer frente a los desafíos del otro teatro hizo que los dramaturgos y los empresarios respondieran muy de cerca al gusto del público, y las modas teatrales cambiaban casi semana a semana. A mediado de los años 1670 se produjeron las mejores obras, en calidad y cantidad, con John Dryden y su Aureng-zebe (1675), por ejemplo.
A partir de 1682 descendió drásticamente el número de obras nuevas, afectadas por la fusión entre las dos compañías y los problemas derivados del Complot papista (1678) y la crisis de la exclusión (1682). Esta década de 1680 fue más de comedia que de drama, exceptuándose la destacada carrera de Aphra Behn.
En los tiempos posteriores a 1688, más calmados, los londinenses regresaron a los teatros. Sólo había una compañía, la "United Company" cuya administración por parte de Christopher Rich hizo que muchos actores se marcharan de ella para crear su propia compañía cooperativa en 1695. En esta época predominó más la comedia que la tragedia.

## Drama serio

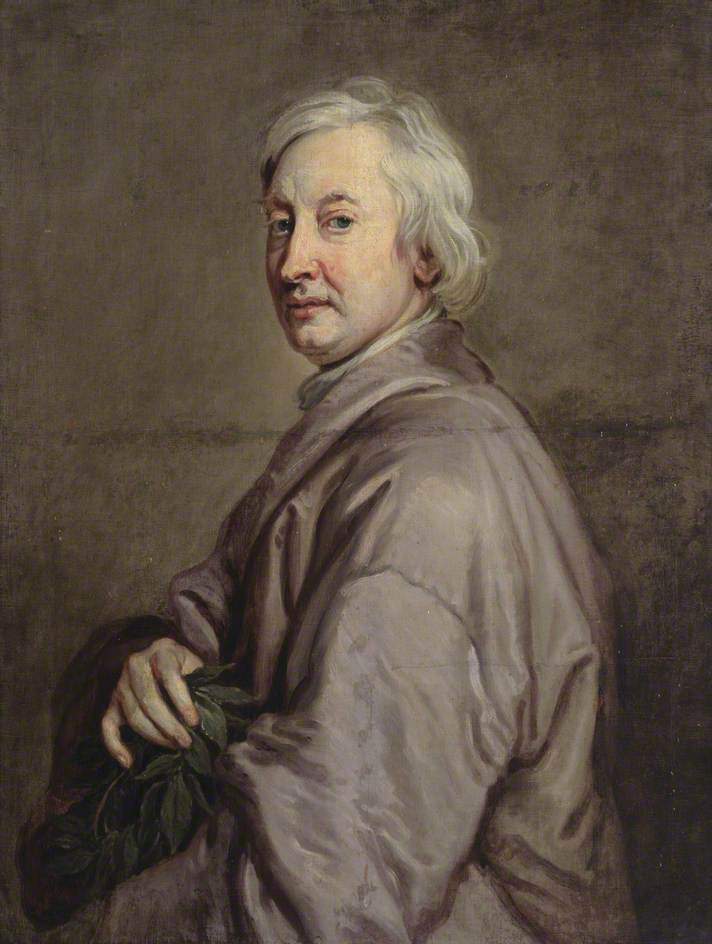
John Dryden pintado por Sir Godfrey Kneller

En la tragedia, el género predominante a principios de la Restauración fue el masculino drama heroico, ejemplificado por la obra de John Dryden La conquista de Granada (1670) y Aureng-Zebe (1675) que celebraba personajes masculinos poderosos y agresivos y su búsqueda de la gloria, como gobernantes, conquistadores y como amantes. Estas obras a veces eran bautizadas por sus autores como historias o tragedias, y críticos contemporáneos podían llamarlas con la expresión de Dryden: "Drama heroico". Los dramas heroicos centrados en las acciones de hombres de naturaleza decidida, hombres cuyas cualidades físicas y (a veces) intelectuales, hacía de ellos líderes naturales. En cierto sentido, esto reflejaba un rey ideal como el que podían imaginar Carlos o los cortesanos de Carlos. Sin embargo, semejantes héroes eran vistos por el público personificados en nobles rebeldes que lucharían contra la injusticia por medio de la espada. Las obras eran, sin embargo, trágicas en el sentido estricto del término, incluso cuando no fueran necesariamente tristes.
En las décadas siguientes (años 1670 y 1680) se produjo un cambio gradual, desde la tragedia heroica a la patética, donde el foco estaba en el amor y en los problemas domésticos, aunque los personajes principales siguieran siendo a menudo figuras públicas. Después del enorme éxito de Elizabeth Barry al conmover a la audiencia en el papel de Monimia en la obra de Thomas Otway La huérfana (1680), las "she-tragedies" (un término acuñado por Nicholas Rowe), que se centraban en los sufrimientos de una mujer inocente y virtuosa, se convirtió en la forma predominante de la tragedia patética. Elizabeth Howe considera que la explicación más importante para el cambio de gustos fue la emergencia de actrices trágicas cuya popularidad hacía inevitable para los dramaturgos crear papeles principales para ellas. Con la conjunción de un dramaturgo "maestro del pathos" Thomas Otway y la gran actriz trágica Elizabeth Barry en La huérfana, el foco se trasladó del héroe a la heroína. Tragedias femeninas destacadas fueron: Virtue Betrayed, or, Anna Bullen (1682) por John Banks (sobre la ejecución de Ana Bolena), The Fatal Marriage (1694) de Thomas Southerne, y las obras de Nicholas Rowe The Fair Penitent (1703) y Lady Jane Grey, (1715).
Estas tragedias femeninas eran más confortablemente trágicas, en el sentido de que mostraban a mujeres sufriendo sin culpa alguna por su parte y presentaban defectos trágicos emocionales más que morales o intelectuales. No obstante, su éxito no significó que no se siguiera representando tragedias más abiertamente políticas. La crisis de la exclusión trajo consigo un número de implicaciones trágicas en la política real, y por lo tanto cualquier trastamiento de, por ejemplo, el Conde de Essex (varias versiones del cual circulaban y se actuaron brevemente en teatros sin licencia) podía interpretarse como sediciosa. La obra de Thomas Otway Venice Preserv'd de 1682 era una obra política realista que, como la de Dryden Absalom and Achitophel, parecía alabar al rey por su acción en el meal tub plot. La obra de Otway tenía por escenario la ciudad flotante de Venecia en lugar de la ciudad con río de Londres, y tenía unos conspiradores senatoriales oscuros que representaban al Conde de Shaftesbury. Incluso se conseguía representar al Duque de Monmouth, hijo ilegítimo de Carlos, hijo héroe de guerra que era apoyado por muchos como sucesor de Carlos en lugar del católico Jacobo. Venice Preserv'd es, en cierto sentido, la perfecta síntesos de las viejas tragedias políticas e históricas de Dryden y las nuevas tragedias femeninas de sufrimiento, pues, aunque la trama parezca una alegoría política, la acción se centra en una mujer que se preocupa por un hombre en conflicto, y la mayor parte de sus escenas y diálogos se refieren a los sufrimientos de ella en manos masculinas.